# Катастрофа CN-235 в Либерии
Авиакатастрофа в Либерии 11 февраля 2013 года — катастрофа самолёта CASA CN-235 с бортовым номером 3X-GGG, произошедшая во время захода на посадку в аэропорту Монровия Робертс.

## Характер происшествия
Самолёт, выполнявший рейс из столицы Гвинеи Конакри в столицу Либерии Монровия, упал недалеко от города Шарлевиль. Он не долетел восемь километров до международного аэропорта Монровия Робертс.

## Жертвы и пострадавшие
В самолёте летела делегация высокопоставленных чиновников министерства обороны из Гвинейской Республики, которая должна была принять участие в ежегодном дне вооружённых сил Либерии, на который традиционно приглашаются делегации из разных африканских стран. В катастрофе самолёта погибли все 11 человек, в том числе и начальник штаба армии генерал Келеф Диалло.

## Расследование причин
В настоящее время ведётся расследование причин катастрофы.

## Реакция
Президент Либерии Элен Джонсон-Серлиф объявила 12 февраля днём траура по всей стране.